# NGC 7247
NGC 7247 (również PGC 68511) – galaktyka spiralna z poprzeczką (SBb), znajdująca się w gwiazdozbiorze Wodnika. Odkrył ją Francis Leavenworth w 1886 roku.